# Escalada a Montjuïc

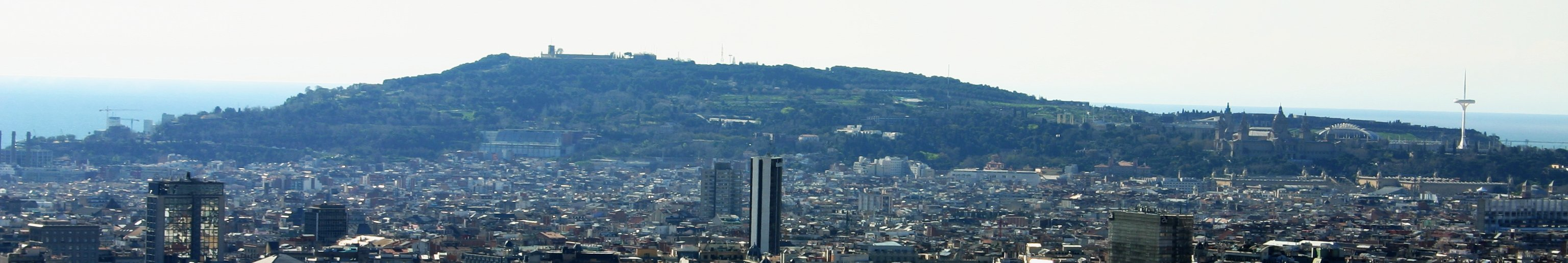
Blick auf den Montjuïc bei Barcelona, dem Austragungsort des Rennens

Die Escalada a Montjuïc war ein aus zwei Abschnitten bestehendes Radsport-Eintagesrennen im katalanischen Barcelona, das zwischen 1965 und 2007 ausgetragen wurde.
Das Rennen fand – mit der Ausnahme der Erstaustragung im März 1965 – alljährlich im Oktober statt und war somit eines der letzten Radrennen der Saison. Es galt als der Saisonabschluss des spanischen Radsportjahres.
Die Austragung im Jahr 2005 gehörte zum Rennkalender der UCI Europe Tour 2006 und war dort in die Kategorie 1.2 eingestuft. In den Jahren 2006 und 2007 wurde der Wettkampf als nationales Rennen ausgetragen. Er wurde von der Esport Ciclista Barcelona organisiert.
Das Rennen wurde an einem Tag ausgetragen, war jedoch in zwei Abschnitte unterteilt. Der erste Abschnitt bestand aus einem Rundstreckenrennen. Die Fahrer mussten 24,3 Kilometer auf einem fünfmal zu umfahrenden Rundkurs am „Hausberg“ Barcelonas, dem Montjuïc, bewältigen. Danach folgte der zweite Abschnitt, ein 8,7 Kilometer langes Einzelzeitfahren über den Montjuïc. Sieger des Rennens war der Fahrer, der bei der Addition der Zeiten aus beiden Teiletappen die wenigste Zeit für die Strecke benötigt hat.
Neben dem Rennen der Profis wurden auch noch andere Rennen für Frauen, Junioren und sogar Tandemgespanne ausgetragen.

## Palmarès
| Jahr     | Sieger                         | Zweiter                | Dritter                        |
| -------- | ------------------------------ | ---------------------- | ------------------------------ |
| 1965     | Federico Bahamontes            | Julio Jiménez          | Joaquín Galera Antonio Karmany |
| 1965 (2) | Raymond Poulidor               | Federico Bahamontes    | Joaquín Galera                 |
| 1966     | Eddy Merckx                    | Ferdinand Bracke       | Lucien Aimar                   |
| 1967     | Raymond Poulidor               | Joaquín Galera         | Felice Gimondi                 |
| 1968     | Raymond Poulidor               | Luis Ocaña             | Joaquín Galera                 |
| 1969     | Gianni Motta                   | Felice Gimondi         | Luis Ocaña                     |
| 1970     | Eddy Merckx                    | Luis Ocaña             | Joaquim Agostinho              |
| 1971     | Eddy Merckx                    | Agustín Tamames        | Luis Ocaña                     |
| 1972     | Eddy Merckx                    | Gonzalo Aja            | Antonio Martos Aguilar         |
| 1973     | Jesús Manzaneque               | José Pesarrodona       | Luis Ocaña                     |
| 1974     | Eddy Merckx                    | Antonio Martos Aguilar | Vicente López Carril           |
| 1975     | Eddy Merckx                    | Joop Zoetemelk         | José Martins                   |
| 1976     | Michel Pollentier              | Joop Zoetemelk         | Joaquim Agostinho              |
| 1977     | Bernard Thévenet               | José Enrique Cima      | Francisco Galdós               |
| 1978     | Michel Pollentier              | Eulalio García         | Vicente Belda                  |
| 1979     | Claude Criquielion             | Pedro Vilardebo        | Joop Zoetemelk                 |
| 1980     | Marino Lejarreta               | Antonio Coll           | José Luis Laguía               |
| 1981     | Joop Zoetemelk                 | Pedro Muñoz            | Alberto Fernández Blanco       |
| 1982     | Marino Lejarreta               | Joop Zoetemelk         | Pedro Muñoz                    |
| 1983     | Marino Lejarreta               | Sean Kelly             | Pedro Muñoz                    |
| 1984     | Claude Criquielion             | José Luis Laguía       | Iñaki Gastón                   |
| 1985     | Vicente Belda                  | Claude Criquielion     | Joop Zoetemelk                 |
| 1986     | Vicente Belda                  | Laurent Fignon         | Pedro Delgado                  |
| 1987     | Álvaro Pino                    | Joop Zoetemelk         | Vicente Belda                  |
| 1988     | Marino Lejarreta               | Álvaro Pino            | Vicente Belda                  |
| 1989     | Erik Breukink                  | Marino Lejarreta       | Pedro Delgado                  |
| 1990     | Marino Lejarreta               | Eric Van Lancker       | Iñaki Gastón                   |
| 1991     | Oliverio Rincón                | Joaquim Llach Ramisa   | Erik Breukink                  |
| 1992     | Alex Zülle                     | Tony Rominger          | Oliverio Rincón                |
| 1993     | Maurizio Fondriest             | Claudio Chiappucci     | Oliverio Rincón                |
| 1994     | Tony Rominger                  | Claudio Chiappucci     | Félix García Casas             |
| 1995     | Claudio Chiappucci             | Mauro Gianetti         | Francesco Casagrande           |
| 1996     | Fabian Jeker                   | Mauro Gianetti         | Daniel Clavero                 |
| 1997     | Laurent Jalabert               | Alex Zülle             | Daniel Clavero                 |
| 1998     | Fabian Jeker                   | Abraham Olano          | Melchor Mauri                  |
| 1999     | Andrei Petrowitsch Sintschenko | Melchor Mauri          | Miguel Ángel Martín Perdiguero |
| 2000     | Fabian Jeker                   | José Luis Rubiera      | Óscar Freire Gómez             |
| 2001     | Joaquim Rodríguez              | Joseba Beloki          | Óscar Sevilla                  |
| 2002     | Joseba Beloki                  | Félix García Casas     | Manuel Beltrán                 |
| 2003     | José Iván Gutiérrez            | Santiago Pérez         | Joaquim Rodríguez              |
| 2004     | Samuel Sánchez                 | Roberto Laiseka        | Joaquim Rodríguez              |
| 2005     | Samuel Sánchez                 | Carlos Sastre          | Joaquim Rodríguez              |
| 2006     | Igor Antón                     | Alberto Losada         | Joaquim Rodríguez              |
| 2007     | Daniel Moreno                  | Samuel Sánchez         | Carlos Sastre                  |